# Pilões
Pilões là một đô thị thuộc bang Paraíba, Brasil. Đô thị này có diện tích 64,447 km², dân số năm 2007 là 7731 người, mật độ 120 người/km².